# Verhnea Hrabivnîțea, Voloveț
Verhnea Hrabivnîțea (în ucraineană Верхня Грабівниця) este un sat în comuna Pidpolozzea din raionul Voloveț, regiunea Transcarpatia, Ucraina.

## Demografie
Componența lingvistică a localității Verhnea Hrabivnîțea
     Ucraineană (97,39%)
     Slovacă (1,18%)
     Alte limbi (0,95%)
Conform recensământului din 2001, majoritatea populației localității Verhnea Hrabivnîțea era vorbitoare de ucraineană (97,39%), existând în minoritate și vorbitori de slovacă (1,18%).